# Al Mulock
Al Mulock (ur. 30 czerwca 1925 w Toronto, zm. 1968 w Guadix w Hiszpanii), aktor kanadyjski, wystąpił w ponad 30 filmach m.in. w Dobrym, złym i brzydkim oraz Pewnego razu na Dzikim Zachodzie Sergia Leone. Dzień po nakręceniu scen ze swoim udziałem do tego ostatniego filmu popełnił samobójstwo wyskakując w swym filmowym kostiumie przez okno hotelu.